# Station Gresik
Gresik is een voormalig spoorwegstation in de Indonesische provincie Oost-Java. Het station is definitief gesloten in oktober 1975.